# Virgin Snatch
Virgin Snatch – polska grupa muzyczna wykonująca thrash metal. Powstała w 2001 roku w Krakowie.

## Historia
Zespół powstał w 2001 roku w Krakowie w składzie Grzegorz „Grysik” Bryła (gitara), Tomasz „Oley” Olejnik (śpiew), Paweł Mąciwoda (gitara basowa) oraz Jacek Nowak (perkusja). W początkowym okresie działalności grupa skupiła się na określeniu składu i nazwy, zaś w 2002 roku muzycy zarejestrowali pierwsze nagrania demo. Wkrótce potem Olejnika zastąpił Łukasz „Zielony” Zieliński, były członek Death Sea. Z kolei w 2003 roku Mąciwodę zastąpił znany z grupy Acid Drinkers instrumentalista Tomasz „Titus” Pukacki.
W ustabilizowanym składzie grupa przystąpiła do prac na debiutanckim albumem pt. S.U.C.K. z gościnnym udziałem znanego z grupy Sceptic gitarzysty Jacka Hiro, występującego w Thy Disease Dariusza „Yanuarego” Stycznia oraz wokalisty grupy Lux Occulta Jarosława „Jaro.Slava” Szubrychta. Wydawnictwo ukazało się 6 grudnia 2003 roku nakładem należącej do „Jacko” wytwórni MILS Music w dystrybucji Mystic Production, promowane podczas koncertów m.in. jako support Rage i Helloween.
W 2004 roku Jacek Hiro został członkiem grupy. W poszerzonym o drugiego gitarzystę składzie zespół wystąpił jako support amerykańskiej grupy thrash metalowej Anthrax. W 2005 roku grupa zrealizowała swój drugi album zatytułowany Art of Lying, ponownie wydany nakładem Mystic Production.
Rok później (2006) grupę opuścił „Titus”, którego podczas koncertów zastępował Grzegorz „Felo” Feliks z zespołu Atrophia Red Sun. Ostatecznie nowym basistą został przyjaciel zespołu – Piotr „Anioł” Wącisz, lider stoner metalowej grupy Corruption. 18 września już w nowym składzie grupa przystąpiła do prac nad trzecim albumem zatytułowanym In the Name of Blood. Całość została zrealizowana w białostockim Hertz Studio we współpracy z Braćmi Wiesławskimi. Pod koniec 2006 roku światło dzienne ujrzał trzeci album formacji pt. In the Name of Blood. Płyta jest zdecydowanie mocniejsza, szybsza i dużo lepiej wyprodukowana niż Art of Lying. Widać konkretny kierunek rozwoju zespołu – thrash metal, wzbogacony o charakterystyczny, głęboki growl „Zielonego”, przesycony dużą melodyjnością. Dzięki trzeciemu wydawnictwu zespół pozbył się etykiety „polskiego Testamentu”.
Na początku lutego 2007 grupa przystąpiła do kręcenia pierwszego w swojej karierze teledysku do utworu pt. „Purge My Stain!”. W marcu 2007 Virgin Snatch wyruszył w trasę razem z Hunterem, Frontsidem i Rootwaterem nazwaną Mystic Tour 2007. W grudniu 2007 zespół rozpoczął trasę o nazwie Metalfilia jako headliner z zespołami: Jodio Loco Sucio, Mahavatar, None, Rasta, Thy Disease oraz Metal Safari.
24 listopada 2008 miała premierę czwarta płyta zespołu pt. Act of Grace. W międzyczasie do zespołu dołączył Marcin „Novy” Nowak, który zastąpił Piotra Wącisza.
W 2009 roku formacja zajęła czwarte miejsce w plebiscycie czasopisma Metal Hammer w kategorii zespół roku.
5 marca 2014 roku ukazał się piąty studyjny album zespołu zatytułowany We Serve No One. W jego nagraniach ponownie wziął udział Piotr Wącisz.
16 listopada 2018 roku ukazał się szósty studyjny album grupy, pt. Vote Is a Bullet.
Na początku 2019 roku perkusista Jacek Nowak rozstał się z zespołem na rzecz grupy Kat & Roman Kostrzewski. Jego miejsce zajął Łukasz "Icanraz" Sarnacki, były członek Devilish Impressions, występujący także z Wąciszem w Corruption.

## Muzycy
| Obecny skład zespołu - Łukasz „Zielony” Zieliński – śpiew (od 2002) - Grzegorz „Grysik” Bryła – gitara (od 2001) - Paweł Pasek – gitara (od 2013) - Piotr „Anioł” Wącisz – gitara basowa (2006–2008, od 2009) - Kamil Morte – perkusja (od 2022) Byli członkowie zespołu - Łukasz "Icanraz" Sarnacki – perkusja (od 2019) - Jacek Nowak – perkusja (2001–2011, 2013 – 2019) - Jacek Hiro – gitara (2004–2013) - Grzegorz „Felo” Feliks – gitara basowa (2006) |  | - Tomasz „Oley” Olejnik – śpiew (2001–2002) - Tomasz „Titus” Pukacki – gitara basowa (2003–2006) - Marcin „Novy” Nowak – gitara basowa (2008–2009) - Kuba Kogut – perkusja (2011–2012) |

Oś czasu

## Dyskografia
Albumy
- S.U.C.K. (2003, MILS Music/Mystic Production)
- Art of Lying (2005, Mystic Production)
- In the Name of Blood	(2006, Mystic Production)
- Act of Grace (2008, Mystic Production)
- We Serve No One (2014, Mystic Production)[24]
- Vote Is a Bullet (2018, Mystic Production)[25]

Kompilacje różnych wykonawców
- Covan Wake the Fuck Up (DVD, 2012, Red Pig Production/Creative Music/Mystic Production)[26]

## Teledyski
| Rok  | Tytuł             | Reżyseria/Realizacja | Album                | Źródło |
| ---- | ----------------- | -------------------- | -------------------- | ------ |
| 2007 | „Purge My Stain!” | —                    | In the Name of Blood | [ 27 ] |
| 2014 | „Devil’s Ride”    | Red Pig Productions  | We Serve No One      | [ 28 ] |